# Бад-Теннштедт
Бад-Теннштедт (нім. Bad Tennstedt) — місто в Німеччині, розташоване в землі Тюрингія. Входить до складу району Унструт-Гайніх. Центр об'єднання громад Бад-Теннштедт.
Площа — 27,27 км2. Населення становить 2504 ос. (станом на 31 грудня 2021).

## Галерея

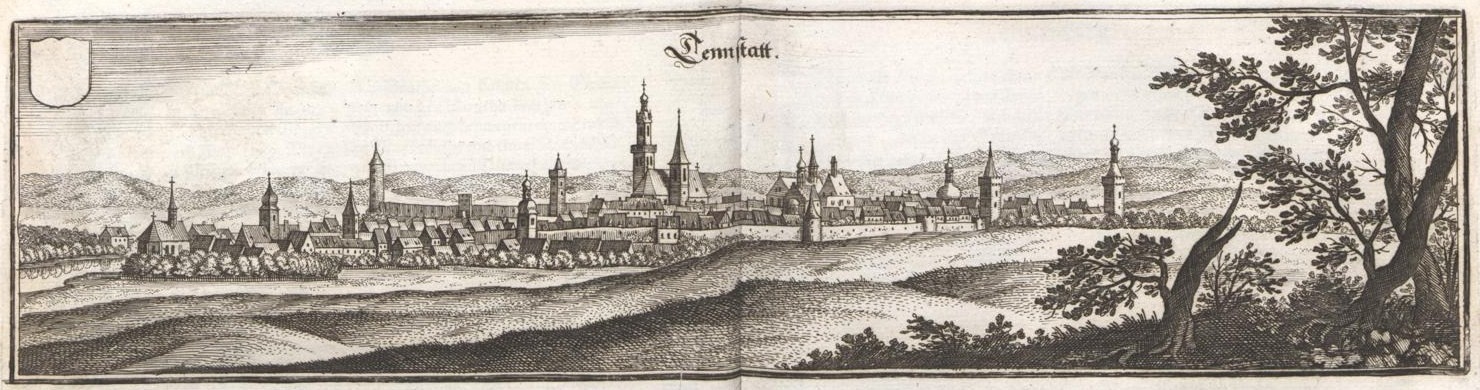
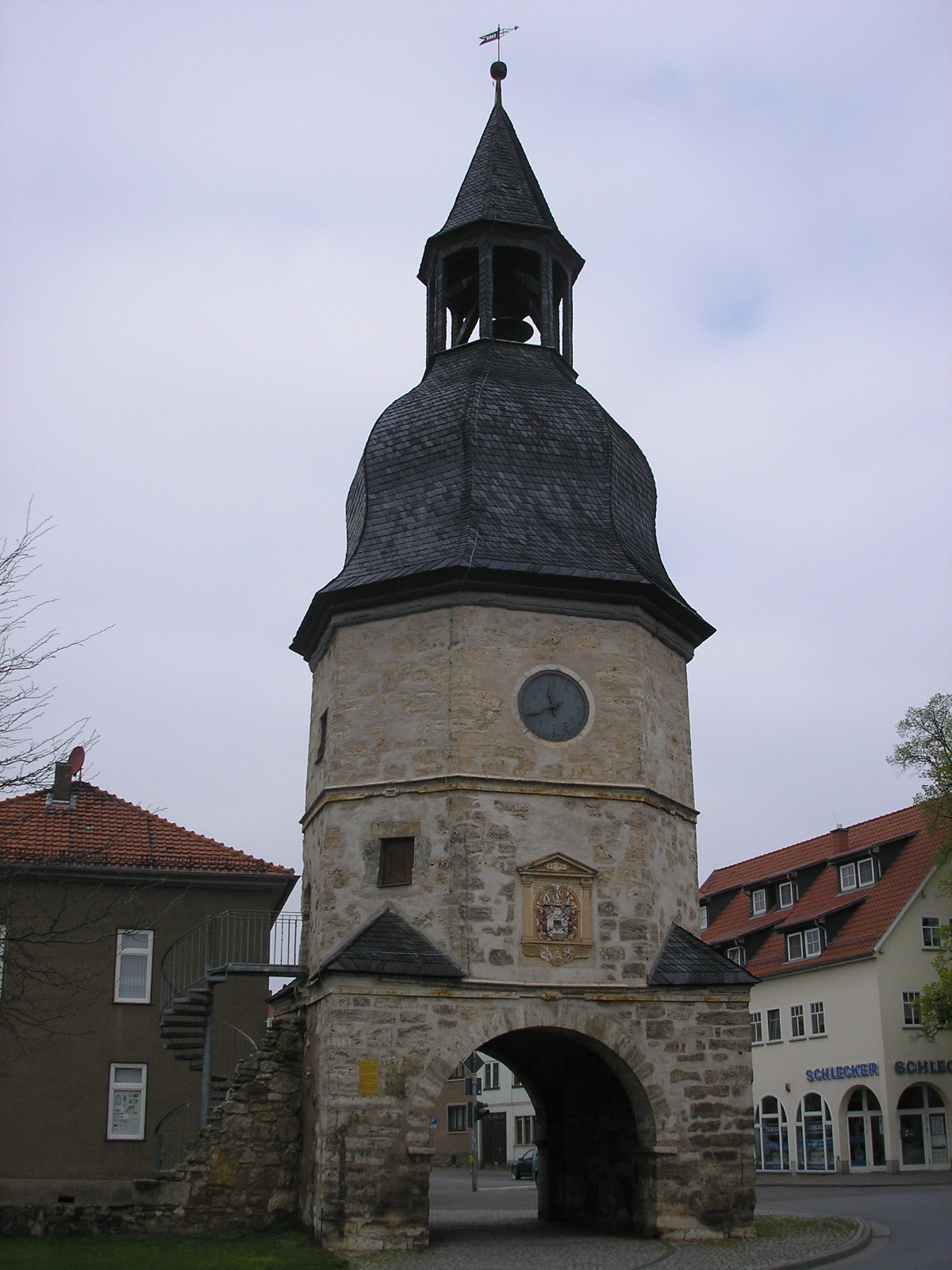
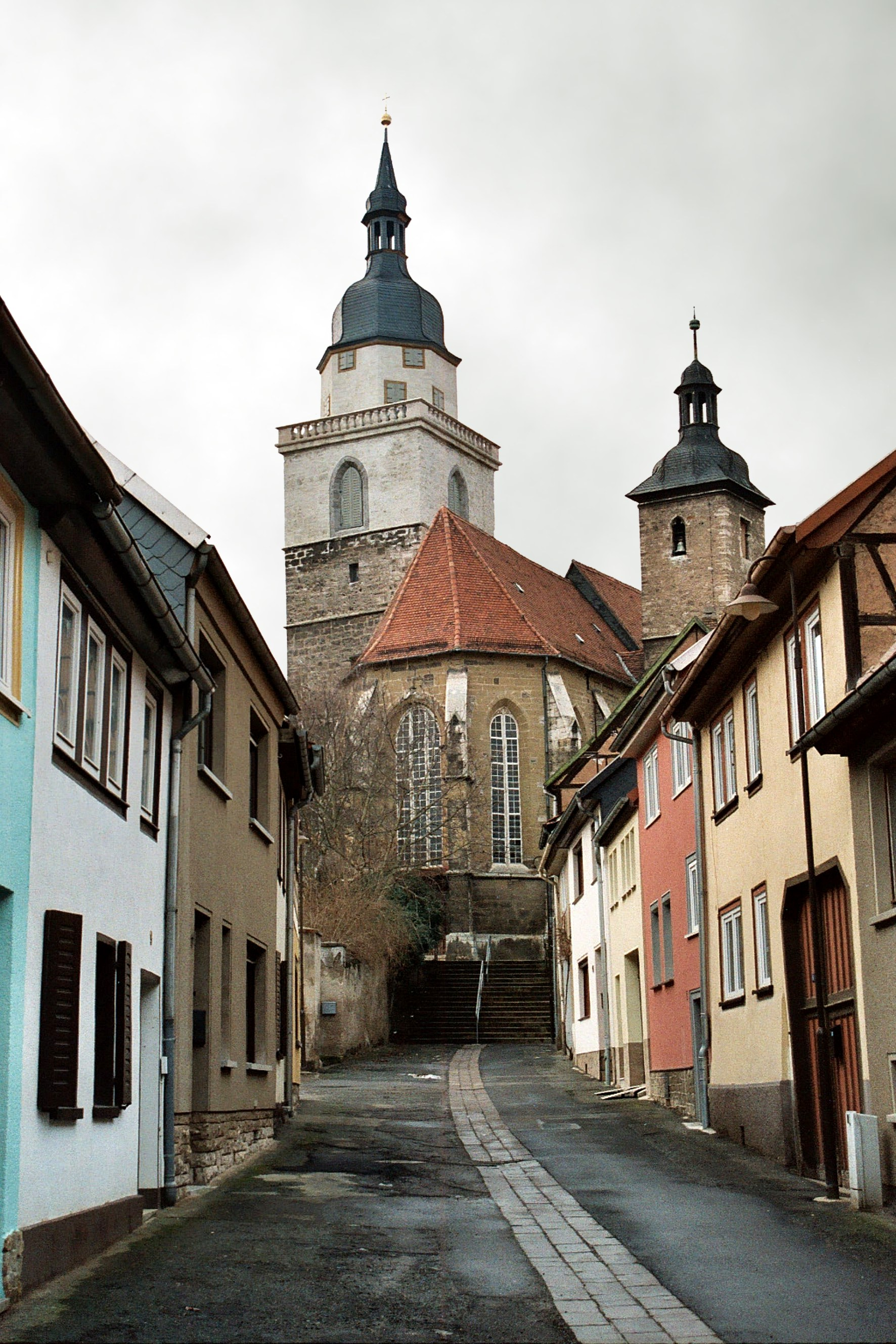
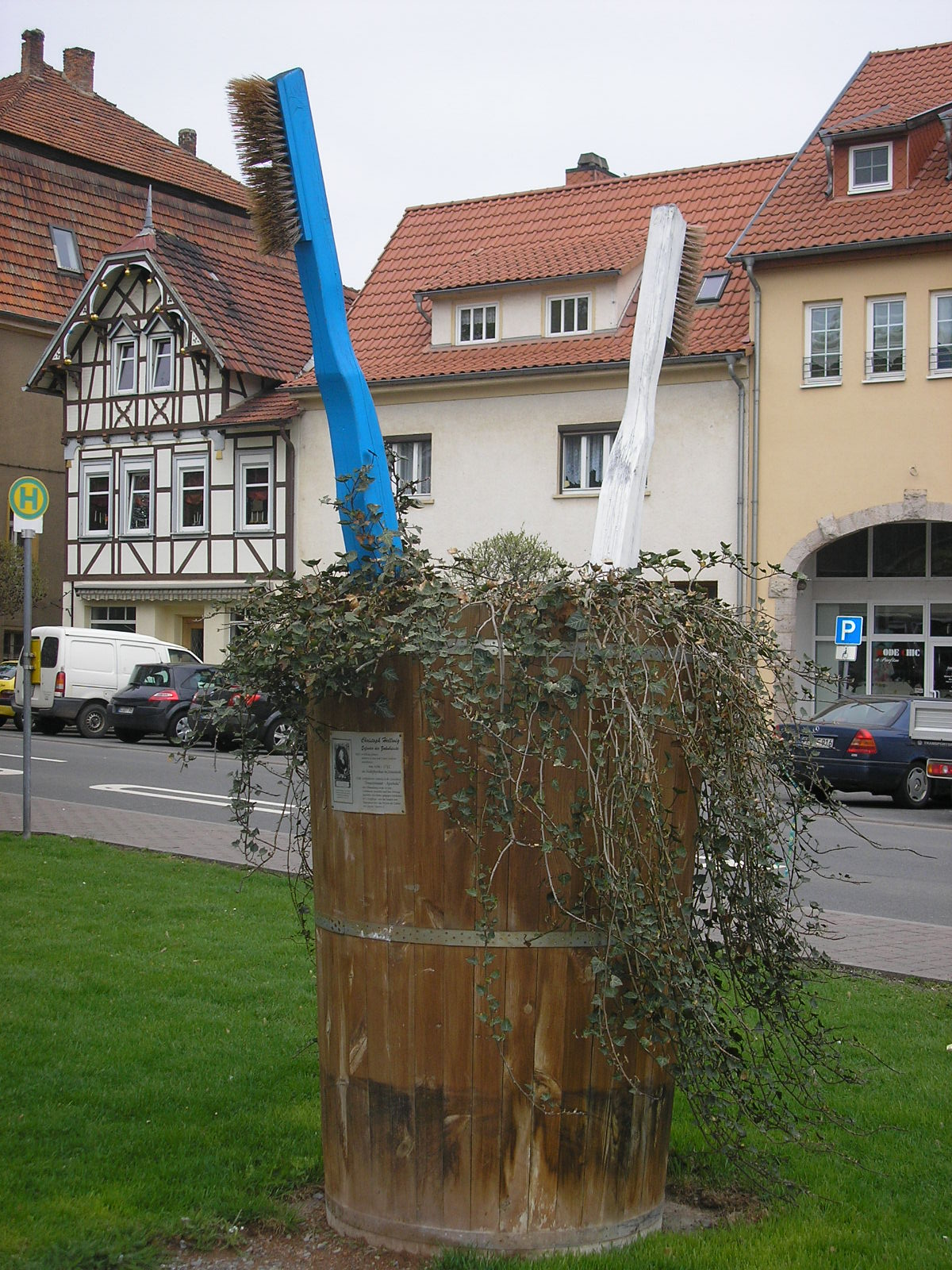